# Парк Нарімана Наріманова (Ґусар)
Парк імені Нарімана Наріманова (також ЦПКіВ імені Нарімана Наріманова) — центральний парк у місті Ґусар, один з найстаріших в Азербайджані. Розташований у центрі міста, на вулиці Мухтадіра. У парку встановлено пам'ятник Наріману Наріманову, а також пам'ятник архару, орлу. Є також алея героїв, концертна сцена, фонтан, кав'ярня, будинок ветеранів. В кінці алеї героїв знаходиться пам'ятник герою М.Велієву.
Рослинність парку різноманітна, багато дерев, субтропічних культур.